# 319年
| 千纪： | 1千纪                                                                                           |
| 世纪： | 3世纪 \| 4世纪 \| 5世纪                                                                         |
| 年代： | 280年代 \| 290年代 \| 300年代 \| 310年代 \| 320年代 \| 330年代 \| 340年代                       |
| 年份： | 314年 \| 315年 \| 316年 \| 317年 \| 318年 \| 319年 \| 320年 \| 321年 \| 322年 \| 323年 \| 324年 |
| 纪年： | 己卯年（兔年）；成汉玉衡九年；前赵光初二年；东晋大兴二年；前凉建兴七年                          |

## 大事记
- 劉曜在長安改國號「漢」為「趙」，史稱前趙。
- 石勒在襄國(今河北邢台)自稱大單于、趙王，史稱後趙。
- 四月，晋朝派威将军祖逖進攻石勒、石虎的聯軍，雙方在浚仪（今河南开封）展开浚仪之战。次年六月，石勒败退东燕城。
- 李雄派李驤征伐越巂郡，於次年逼降越巂太守李釗。